# Olympische Winterspiele 1928/Eisschnelllauf – 1500 m (Männer)
Das 1500-Meter-Rennen im Eisschnelllauf der Männer bei den Olympischen Winterspielen 1928 fand am 14. Februar 1928 statt. Der Finne Clas Thunberg gewann mit 0,8 Sekunden Vorsprung auf den Norweger Bernt Evensen die Goldmedaille. Die Bronzemedaille gewann Ivar Ballangrud, der ebenfalls für die norwegische Mannschaft antrat.

## Ergebnisse
| Rang | Land               | Athlet                 | Zeit (min) |
| ---- | ------------------ | ---------------------- | ---------- |
| 1    | Finnland           | Clas Thunberg          | 2:21,1     |
| 2    | Norwegen           | Bernt Evensen          | 2:21,9     |
| 3    | Norwegen           | Ivar Ballangrud        | 2:22,6     |
| 4    | Norwegen           | Roald Larsen           | 2:25,3     |
| 5    | Vereinigte Staaten | Eddie Murphy           | 2:25,9     |
| 6    | Vereinigte Staaten | Valentine Bialas       | 2:26,3     |
| 7    | Vereinigte Staaten | Irving Jaffee          | 2:26,7     |
| 8    | Vereinigte Staaten | John Farrell           | 2:26,8     |
| 9    | Schweden           | Gustaf Andersson       | 2:27,5     |
| 10   | Ungarn             | Zoltán Eötvös          | 2:27,9     |
| 11   | Deutsches Reich    | Fritz Jungblut         | 2:28,2     |
| 12   | Kanada             | Charles Gorman         | 2:28,4     |
| 13   | Norwegen           | Wollert Nygren         | 2:28,7     |
| 14   | Lettland           | Alberts Rumba          | 2:28,9     |
| 15   | Finnland           | Toivo Ovaska           | 2:29,3     |
| 16   | Österreich         | Fritz Moser            | 2:31,1     |
| 17   | Kanada             | Ross Robinson          | 2:32,3     |
| 18   | Niederlande        | Siem Heiden            | 2:33,1     |
| 19   | Estland            | Christfried Burmeister | 2:33,3     |
| 20   | Estland            | Aleksander Mitt        | 2:35,0     |
| 21   | Kanada             | Willy Logan            | 2:35,6     |
| 22   | Österreich         | Rudolf Riedl           | 2:37,8     |
| 23   | Deutsches Reich    | Arthur Vollstedt       | 2:39,9     |
| 24   | Großbritannien     | Cyril Horn             | 2:40,0     |
| 25   | Litauen            | Kęstutis Bulota        | 2:40,9     |
| 26   | Frankreich         | Charles Thaon          | 2:41,2     |
| 27   | Großbritannien     | Leonard Stewart        | 2:48,9     |
| 28   | Großbritannien     | Frederick Dix          | 2:49,6     |
| –    | Finnland           | Bertel Backman         | DNF        |
| –    | Niederlande        | Wim Kos                | DNF        |